# Peter Riedemann
Peter Riedemann, ou Rydemann, ou Ridemann, né en 1506 en Silésie à Hirschberg et mort en 1556 en actuelle Slovaquie, est un anabaptiste allemand qui dirigea le mouvement huttérite et mit en forme son règlement de vie.

## Débuts
Riedemann est artisan cordonnier et devient adepte de la réforme luthérienne. Il s'imprègne des écrits des réformateurs et surtout de la Bible dont il retient une appréciation littérale. Entre 1527 et 1529, il se trouve en Haute-Autriche, où il fait connaissance du mouvement anabaptiste et d'un de ses prédicateurs les plus radicaux, Hans Hut. Très vite, il rejoint une de ses communautés et se fait (re)baptiser en leur sein en 1529.

## Doctrine
Riedemann est témoin d'une époque extrêmement troublée par la Réforme protestante, la guerre des Paysans et le début de l'anabaptisme avec sa révolte de Münster. Il va rapidement prendre la tête d'un de ces mouvements radicaux anabaptistes, le huttérisme (fondé par Jacob Hutter), qu'il oriente vers la non-violence. À partir d'une théologie simpliste et littérale, et facilement accessible à une population peu instruite, surtout dans les provinces du sud de l'Allemagne et en Autriche, il va s'imposer à la tête du mouvement et plusieurs fois être arrêté (à Gmunden, Nuremberg, Marbourg). Ses adeptes en font un « témoin du Christ » qui comme Lui a connu la prison. lorsqu'il est en prison à Marbourg et à Wolkersdorf, il prend connaissance de l'engagement de Philippe Ier de Hesse en faveur du protestantisme.
Cependant le mouvement anabaptiste se divise et se querelle entre les gabriélites, les philippites, les huttérites et d'autres. Riedemann est d'autant plus libre qu'il se trouvait en prison lorsque les querelles ont éclaté et peut ainsi tenter de réconcilier les différentes branches sous une seule doctrine inspirée de Jacob Hutter. Ces tentatives d'union échouent, les genres de vie étant trop différents. Appuyé par Leonhard Lanzanstil, il va alors consolider les communautés huttérites.

## Profession de foi
Alors qu'il est dans les terres de Philippe de Hesse, il rédige en 1541 une profession de foi ou grand règlement (Große Rechenschaft). Le spécialiste de l'anabaptisme Hans-Jürgen Goertz décrit cet ouvrage comme un exemple de « non-conformité conforme ». Après que les anabaptistes sont chassés de Münster, Riedemann insiste sur la formation de communautés soudées par un règlement suffisamment détaillé. Ces communautés sont considérées comme des forteresses spirituelles et doivent donc se protéger des influences mondaines de l'extérieur. La Große Rechenschaft marque le début de la confession huttérite, toujours en vie aujourd'hui et installée avant tout en Amérique du Nord.

## Travaux
- Rechenschaft unseres Glaubens geschrieben zu Gmunden im Land ob der Enns im Gefencknus. 1529–1532
- Rechenschafft unserer Religion, Leer vnd Glaubens, von den Bruedern so man die Hutterischen nennt außgangen durch Peter Ryedeman. 1540–1541